# Harcèlement sexuel en droit grec
Pour un article plus général, voir Harcèlement sexuel.
En droit grec, le harcèlement sexuel est régi par la loi n° 3488 de 2006 et l'article 337 du Code pénal notamment. 

## Réponse à une directive européenne
Conformément à une directive de l'Union européenne de 2002, la Grèce instaure en juin 2006 le délit de « harcèlement sexuel » qui prévoit des peines d'emprisonnement de six mois à trois ans ainsi qu'une amende d'au moins 1 000 euros. Dans le secteur public, le harcèlement sexuel pourra être suivi de sanctions disciplinaires.

## Définition
La loi n° 3488 de 2006 définit comme « harcèlement sexuel » tout agissement verbal, non verbal ou corporel non désiré, lié au sexe, ayant pour but ou pour conséquence de heurter la dignité de la personne et/ou de créer un environnement intimidant, hostile, offensant ou agressif. Cette définition, adoptée par le législateur grec en 2006, constitue la traduction littérale de la définition du harcèlement sexuel énoncée par la directive européenne n° 2002/73, sans aucune autre adaptation textuelle.

## Interdiction de comportements discriminatoires
De plus, la loi n°3488 de 2006 a interdit toute forme de discrimination et toute forme de harcèlement au travail fondée sur le sexe ou la situation familiale de la victime (art. 4.).
L’ordre ou l’injonction directe ou indirecte donnée, constituant un comportement discriminatoire à l’égard d’une personne au travail est également prohibé. Enfin, aucun salarié ou candidat à un emploi, à une formation professionnelle ou à un stage ne peut être sanctionné, s'il a subi ou a refusé de subir un harcèlement sexuel ou s'il a témoigné des agissements pratiqués auprès d'un Tribunal ou d'une autorité compétente et il ne peut, dans ces conditions, être licencié ou faire l'objet d'une mesure discriminatoire de la part de son employeur (art. 9). Dans ce cadre, tout licenciement ou sanction disciplinaire fondés sur ces raisons, ainsi que toute mesure portant atteinte à l'égalité de traitement au travail sont, désormais, formellement interdits.

## Rattachement au Code pénal
Concernant l’incrimination de l’acte de harcèlement sexuel au travail, le législateur grec l’a rattaché, malgré la définition adoptée, à l’article relatif aux atteintes à la dignité sexuelle (art. 337 C. pénal).
Il en résulte selon l’article 16 de la loi, « celui qui commet l'acte incriminé par l'article 337§1 du code pénal en profitant de la situation d'une personne au travail ou de sa condition en vue d'obtenir un emploi est puni d'une peine d'emprisonnement de six mois à trois ans et d'une peine d'amende d'au moins mille euros ».
L’incrimination de ce comportement renforce ainsi les droits de la victime et garantie davantage l’égalité e traitement entre les femmes et les hommes au travail. La loi place le contrôle de cette égalité sous l’autorité du médiateur de la République (art. 13) et donne la possibilité à toute organisation syndicale représentative d’intervenir en tant que partie civile au procès pénal.

## Bilan d'après un article paru en 2016
Cependant dans un article en 2016, la Secrétaire générale grecque pour l’égalité des sexes Fotini Kouvela reconnaissait que le pays a beaucoup de chemin à parcourir en ce qui concerne les violences faites aux femmes "La société grecque, malgré des progrès importants ces dernières années, demeure avant tout patriarcale. La mentalité se fonde toujours sur des stéréotypes liés aux rôles traditionnels. Les femmes victimes de violences sont souvent accusées par l'environnement social alors que les actions des agresseurs sont souvent justifiées.".